# Caenocryptoides rugosus
Caenocryptoides rugosus är en stekelart som beskrevs av Jonathan 1999. Caenocryptoides rugosus ingår i släktet Caenocryptoides och familjen brokparasitsteklar. Inga underarter finns listade.